# Mellomøya
Mellomøya est une île de la commune de Horten , dans le comté de Vestfold en Norvège.

## Description
L'île de 0,4 km2 est située dans le nord de la baie de Horten, entre Løvøya et Østøya. Elle dispose d'un pont lareliant aux deux autres. Les trois îles voisines s'appelaient à l'origine Vestre, Midtre et Østre Løvøy.
L'île appartenait à Falkensten Bruk jusqu'en 1819 , mais fut ensuite vendue à la Marine, qui utilisa l'île pour le stockage de munitions et la production de TNT. Dans la période 1940-1945, la puissance occupante allemande a utilisé l'île à des fins similaires. Il existe un certain nombre de bâtiments sur l'île liés à l'entreprise, : magasin de poudre à canon, magasin de munitions, magasin d'explosifs, atelier de trinol et résidence du surveillant. Il y avait aussi un chemin de fer à voie étroite sur l'île.

## Aire protégée
La partie orientale de l'île est la zone de protection des plantes de Mellomøya, créée en 2006, en raison de l'espèce nationalement rare et menacée de la violette hérissée et de son habitat.
Au nord de l'île, il y a une ancienne forêt de pins. La plupart des plages de l'île possèdent des aulnes noirs qui poussent juste au bord de la mer, ou la roche plonge directement dans la mer. La buglosse officinale, le cynoglossum et la vipérine commune poussent sur certaines des plages ouvertes.

## Galerie

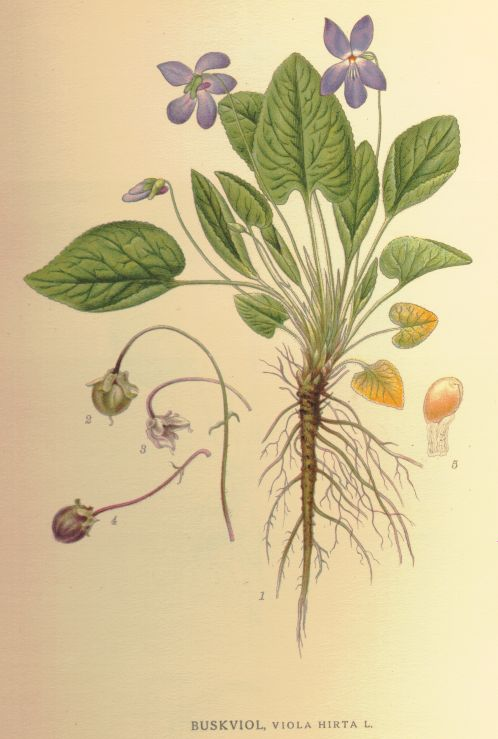
Violette hérissée
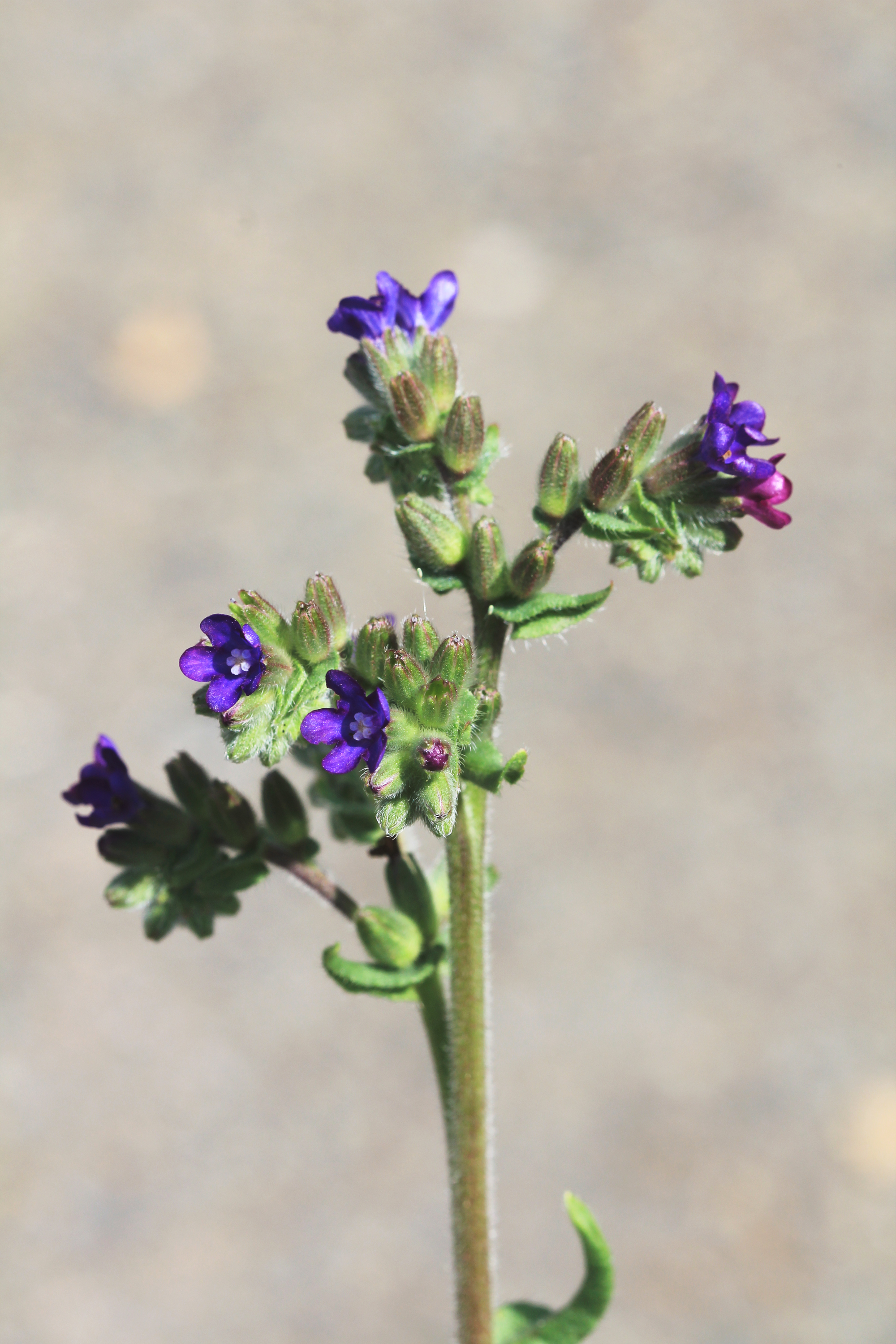
Buglosse officinale
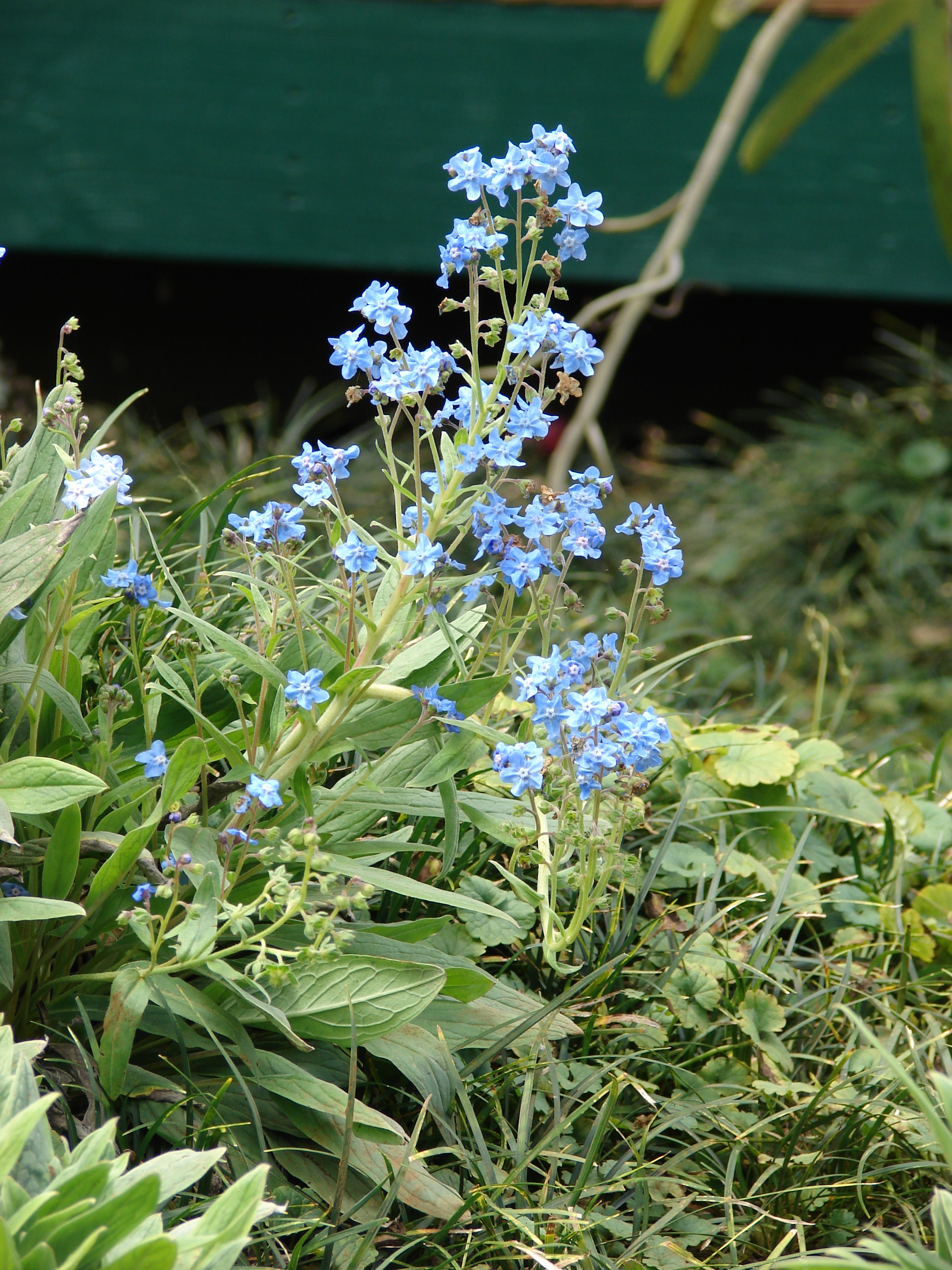
Cynoglossum
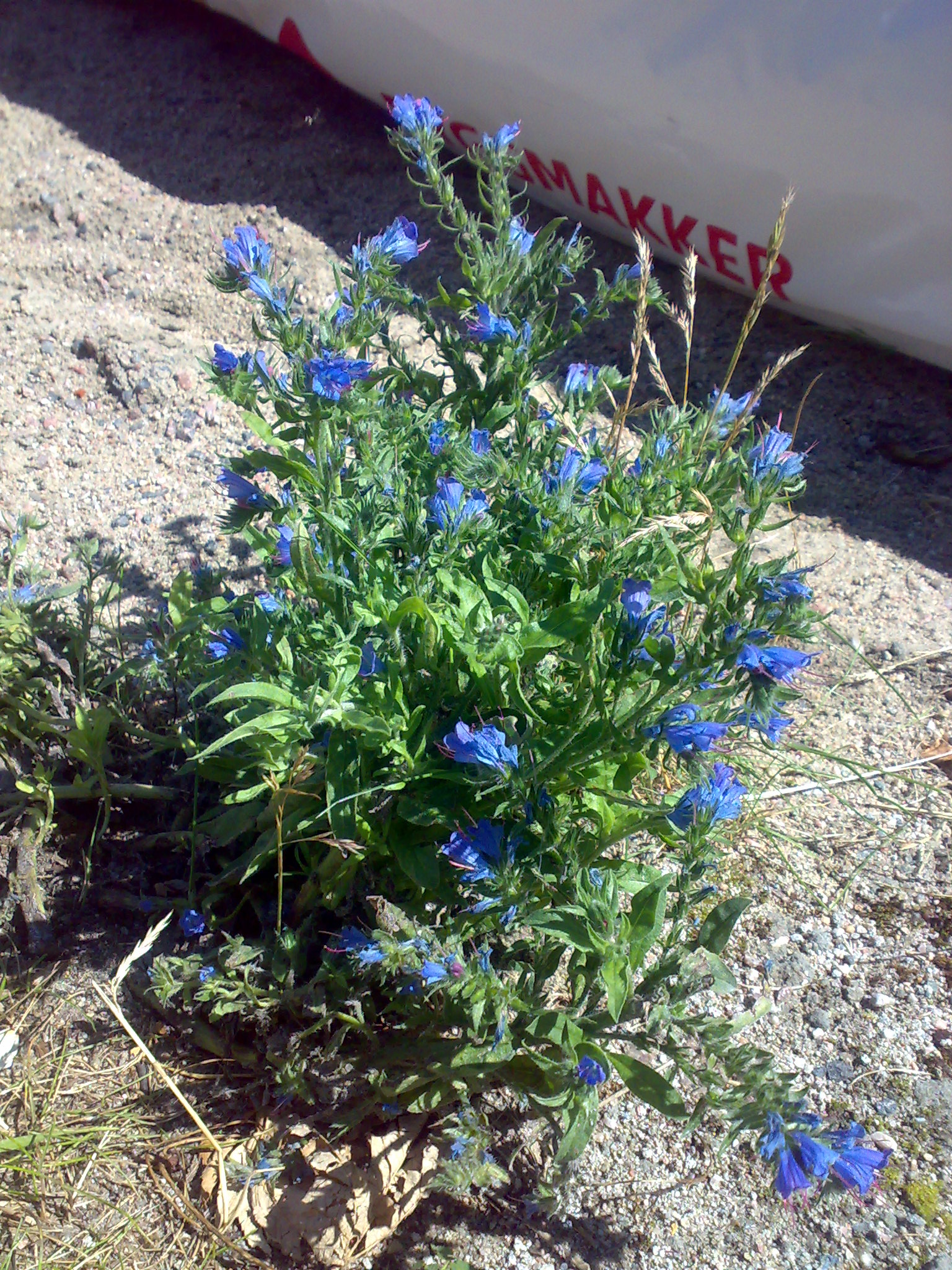
Vipérine commune